# 1904-es magyar labdarúgó-bajnokság (első osztály)
A 4. hivatalos bajnokság. Az MTK lett a bajnok, mindössze második szezonját játszva az első osztályban. A BTC és az FTC után a kék-fehérek harmadik klubként nyerték el a magyar bajnoki címet. Az MTK játékstílusa szokatlan volt a közönségnek és az ellenfeleknek is. Nem erővel, hanem taktikával harcolták ki győzelmeiket.
Megint sok óvással kellett foglalkoznia az MLSZ-nek. Az FTC igazolás nélküli játékos szerepeltetésével vádolta meg a 33 FC-t. Az MTK ugyanilyen indokkal a MAFC együttesét jelentette fel. Az MLSZ az MTK óvását jogosnak ítélte, és a pályán megszerzett egy pont helyett, kettő pontot adott a kék-fehéreknek. Az FTC óvását viszont elutasította a szövetség. Ezzel a plusz ponttal előzte meg az MTK a Ferencvárost az aranyéremért folyó küzdelemben.
A bajnokság legnagyobb gólarányú győzelmét(13:0) az FTC aratta a Fővárosi TC ellen.
Osztályozó mérkőzések:
- Fővárosi TC - Újpesti TE 1:0-s állásnál a mérkőzés félbeszakadt, mert a játékvezető nem adta meg az Újpest egyenlítő gólját. A megismételt mérkőzés végeredménye 1:1 lett, így az ÚTE nem jutott volna fel az első osztályba, de az MLSZ a lila-fehérek teljesítményét elismerve (a 2. osztályban minden mérkőzésüket megnyerték), az Újpestet is a legfelsőbb ligába sorolta.
- A másik osztályozó sem volt mentes a botrányoktól. 33 FC - III. Kerületi TVE 2:2, 2:3, 1:0. Az első két mérkőzés eredményét a szövetség megsemmisítette, így a 33 FC az első, míg a III. Kerület a másodosztályban maradt.

Az MLSZ kísérletet tett a vidéki csapatok bajnokságba való bevonására. Megalakítottak nyolc kerületet: Budapest, Pozsony (később Győr), Kassa, Debrecen, Kolozsvár, Arad, Pécs (később Kaposvár) és Besztercebánya székhelyekkel. A kerületi bajnokok körmérkőzésen döntötték el a "Vidék Bajnoka" cím viselésének jogát. A győztes csapat kihívhatta a Budapest II. osztály bajnokát, és győzelem esetén a Budapest I. osztály bajnokát is. A győztes Magyarország Bajnoka címmel büszkélkedhetett volna. A vidéki kerületi bajnokságok végül még nem kerültek megrendezésre.

## A végeredmény
|   | Csapat      | Játszott | GY | D | V  | L  | K  | GK  | Pont |         |
| - | ----------- | -------- | -- | - | -- | -- | -- | --- | ---- | ------- |
| 1 | MTK         | 16       | 11 | 3 | 2  | 28 | 13 | +15 | 25   | Bajnok  |
| 2 | FTC         | 16       | 11 | 2 | 3  | 48 | 16 | +32 | 24   |         |
| 3 | BTC         | 16       | 9  | 4 | 3  | 28 | 13 | +15 | 22   | Kiesett |
| 4 | MÚE         | 16       | 6  | 4 | 6  | 21 | 30 | -9  | 16   |         |
| 5 | Postás      | 16       | 6  | 2 | 8  | 17 | 17 | 0   | 14   |         |
| 6 | MAC         | 16       | 6  | 2 | 8  | 25 | 27 | -2  | 14   |         |
| 7 | MAFC        | 16       | 4  | 5 | 7  | 22 | 23 | -1  | 13   |         |
| 8 | 33 FC       | 16       | 4  | 4 | 8  | 20 | 31 | -11 | 12   |         |
| 9 | Fővárosi TC | 16       | -  | 4 | 12 | 16 | 55 | -39 | 4    |         |

## Kereszttáblázat
|                | MTK | FTC | BTC | MÚE | PSE | MAC | MAFC | 33FC | Főv.TC |
| -------------- | --- | --- | --- | --- | --- | --- | ---- | ---- | ------ |
| MTK            | XXX | 0-3 | 2-1 | 1-0 | 0-0 | 2-0 | 1-0  | 1-0  | 2-0    |
| FTC            | 1-1 | XXX | 2-0 | 1-0 | 0-2 | 4-1 | 2-0  | 5-2  | 13-0   |
| Budapesti TC   | 1-1 | 2-0 | XXX | 6-0 | 1-0 | 2-1 | 1-1  | 3-1  | 3-0    |
| MÚE            | 0-6 | 1-7 | 1-0 | XXX | 1-1 | 2-0 | 0-0  | 2-2  | 5-0    |
| Postás         | 3-0 | 1-2 | 1-2 | 0-1 | XXX | 0-3 | 0-1  | 1-0  | 1-0    |
| Magyar AC      | 0-1 | V   | 0-1 | 3-1 | 3-1 | XXX | 1-8  | 4-0  | 3-2    |
| Műegyetemi AFC | V   | 2-2 | 1-1 | 1-4 | 0-3 | 0-3 | XXX  | 0-1  | 6-3    |
| 33 FC          | 3-5 | 2-1 | 1-3 | 1-1 | 1-0 | 2-2 | 0-1  | XXX  | 3-1    |
| Fővárosi TC    | 1-5 | 2-5 | 1-1 | 1-2 | 2-3 | 1-1 | 1-1  | 1-1  | XXX    |

A bajnok Magyar Testgyakorlók Köre csapata: Sebő Gyula (14) - Nagy Ferenc (15), Révész Béla (14) - Kürschner Izidor (10), Pozsonyi Imre (14), Schaar Izidor (15) - Frank Imre (6), Károly Jenő (14), Steiner Rezső (14), Hoffer István (14), Káldor "Zulu" Lipót (15). További játékosok: Deutsch Leó (7), Herquett Rezső (osztrák) (5), Nárai Károly (4), Markovits Péter (2), Weisz II Lajos (2), Domonkos László k.(1), Buócz Gyula (1), Lipovetz Géza (1).
Edző: Kertész Sándor
A 2. helyezett Ferencvárosi Torna Club: Oláh Aladár (8) - Berán József (14), Manglitz Ferenc (15) - Gorszky Tivadar (13), Bródy Sándor (9), Lissauer Lipót (15) - Braun Ferenc (15), Weisz Ferenc (13), Pokorny József (15), Kovács Géza (15), Borbás Gáspár dr. (8). Játszott még: Fritz Alajos (7) kapus, Scheibel József (7), Pákay Ágoston (4), Deutsch "Dongó" Béla (3), Hahn Vilmos (1), Horn Lajos (1), Láng Ferenc (1), Novotny Géza (1).
A 3. helyezett Budapesti Torna Club játékosai: Blazsek "Balázs" Dezső, Blazsek Ferenc dr., Felhőssy József, Helmich Pál, Hlavay György, Hlavay Kálmán, Izsó László kapus, Kisfaludy Árpád, Oláh Károly, Ott Ödön, Rapos Béla, Riedl Emil, Róka János, Sárkány József, Sárközy Sándor, Schaschek Ödön, Skrabák István, Spiedl Géza, Stobbe III Ernő, Ujváry "Cseh" Ödön.
A 4. helyezett Magyar Úszó Egyesület játékosai: Békés Pál, Bienenstock Sándor, Csermák Károly, Csüdör Ferenc, Fehéry Ákos, Fodor Zoltán, Friedmann János, Friedmann Lajos, Géber Adolf, Holits Ödön, Kazár Emil, Keresztes Gyula, Krappán Ottó, Munk Arnold, Munk Sándor, Péczeli Andor, Radóczi Károly, Sebestyén Béla, Stern Ármin, Szüsz II Béla, Weisz Ernő, Weisz Jenő, Wolf Endre.
Az 5. helyezett Posta és Távirdai Tisztviselők Sport Egyesülete játékosai: Balló Károly, Bodor Ödön, Borhy Mihály, Buda István, Gina Gyula, Holub Nándor, Kertay Lajos, Klein Jenő, Koltai József, Korda Győző, Molnár N., Müller József, Németh Andor, Polócz József, Schwartz "Fekete" Leó, Szemethy Gyula, Varga József, Virág Ferenc.
A 6. helyezett Magyar Athletikai Club játékosai: Bayer Jenő, Bayer Rezső, Deschán Zdenkó, Fitt Kálmán, Gross Nándor, Hedinger Manó, Hildebrand Elemér, Höfle Győző, Kraft Jenő, Kraft Kálmán, Jónás Alfréd, Medgyessy Iván, Meleghy Gyula, Mészáros Károly, Riedl János, Sissovich Lajos, Terray Dezső, Terray Gyula, Vangel Gyula, Vincze Károly, Wagner Zoltán.
A 7. helyezett Műegyetemi Athletikai és Football Club játékosai: Aschner Jakab, Bartl Albert, Durand Délix, Balló-Fey Viktor, Fischer Sámuel, Grósz József, Grósz Nándor, Friedrich István, Homoky János, Houska Viktor, Lichtmann Győző, Majer Kálmán, Horne McNamara (angol), Niessner Aladár, Nirnsee Gyula, Perényi Iván, Pollák László, Reiner Lajos, Relle Pál, Újvári Márton.
A 8. helyezett 33 Football Club játékosai: Berki, Bosnyákovits Károly, Depold László, Eichinger Károly, Gillemot Ferenc, Hampel Károly, Hamvas, Haraszti Károly, Koch Nándor, Lill Erik, Lill Kálmán, Lindner Imre, Marosi, Morvai, Rzehák Béla, Steiner Bertalan, Steiner Géza, Székány Kálmán, Sztana, Wampetich Imre, Weisz Mór.
A 9. helyezett Fővárosi Torna Club játékosai: Bartha Lajos, Bucsek József, Budai János, Fikli Gyula, Gerő Jenő, Gulyás Dezső, Kárpáti Árpád, Kohn Elemér, Kovács Imre, Mandl Rezső, Kiss Mihály, Nemetz Ernő, Oblath Béla, Paulik József, Rauch József, Reizinger Géza, Roóz Ernő, Schönfeld Aladár Sebestyén Pál, Steiner József, Szeiff Aladár, Szemethy Imre, Szentey Sándor.

## Díjak
| Bajnok 1904      |
| MTK 1. Bajnokság |

| Az év játékosa    | Gólkirály                   |
| Pozsonyi Imre MTK | Pokorny József FTC (12 gól) |